# کل تپه
کل تپه مربوط به هزاره دوم تا دوره سلجوقیان است و در شهرستان خلخال، بخش مرکزی، روستای سنگ لی واقع شده و این اثر در تاریخ ۱۰ خرداد ۱۳۸۲ با شمارهٔ ثبت ۸۸۸۶ به‌عنوان یکی از آثار ملی ایران به ثبت رسیده است.